# Хронология вторжения России на Украину (март 2025)
Эта статья является частью хронологии широкомасштабного вторжения РФ на Украину и описывает события, произошедшие в марте 2025 года.

## 1 марта
Вооружённые силы РФ нанесли ракетный удар по полигону ВСУ, расположенном в селе Черкасское Днепропетровской области. По разным оценкам, погибло несколько десятков украинских военнослужащих.

## 3 марта
После инцидента в Овальном кабинете Дональд Трамп приостановил военную помощь Украине. Приостановка коснулась всех видов боеприпасов, оружия, транспорта, в том числе уже находящихся в пути на Украину.

## 5 марта
Российский ракетный удар по гостинице в Кривом Роге. По данным местных властей, повреждены также 14 домов, почта, учреждение культуры и 12 магазинов. Погибли 5 человек, ранены более 30. По словам Владимира Зеленского, перед ударом в гостиницу заселились волонтёры одной из гуманитарных организаций — граждане Украины, США и Британии; они выжили. 7 марта в городе объявлено днём траура.

## 7 марта
По информации The Forbes от 7 марта 2025 года, прекращена американская поддержка истребителей-радиолокаторов F-16, используемых Украиной.
Были временно заблокированы украинские аккаунты в программе Global Enhanced GEOINT Deliver (GEGD), поставляющей высококачественные спутниковые снимки.

## 8 марта
ВС РФ использовали трубу газопровода Уренгой — Помары — Ужгород, чтобы проникнуть в тыл украинских войск под Суджей. Численность российских штурмовиков на момент начала столкновения составляла порядка 100 человек.
По данным ВВС Украины, в ночь на 8 марта российские военные атаковали Украину 145 беспилотниками, 2 баллистическими и 1 крылатой ракетой. Погибли 20 мирных жителей, 17 из которых — в Донецкой области. В городе Доброполье, по данным местных властей, погибли 11 человек и ранены 47; разрушены или повреждены, среди прочего, восемь пятиэтажных домов. Один из погибших — спасатель, ставший жертвой повторного удара во время разбора завалов и тушения пожара. В других населённых пунктах Донбасса погибли шесть человек, а в городе Богодухов Харьковской области — трое. Пятую ночь подряд Россия наносила удары по Одесской области, где начались пожары и пострадала критическая инфраструктура.

## 9 марта
По заявлению главы российской оккупационной администрации Херсонской области Владимира Сальдо, ВСУ нанесли удар двумя ракетами HIMARS по сельскохозяйственному рынку в селе Великие Копани. По информации агентства ТАСС, погибли три человека.

## 11 марта
По информации мэра Москвы Сергея Собянина, украинская сторона утром осуществила крупнейшую с начала вторжения на Украину атаку БПЛА. Минобороны РФ заявило о сбитии более чем 240 беспилотников в различных регионах страны, а также об уничтожении 91 БПЛА в Московском регионе. Погибли три человека, ещё 18 получили ранения.
Вечером российским ракетным ударом было подбито судно, загружавшее в порту Одессы пшеницу для Алжира. Погибли 4 члена экипажа. Повреждённое судно — сухогруз MJ Pinar, который ходит под флагом Барбадоса и управляется оператором из Греции. Удар был нанесён в день приезда в Одессу делегации Всемирной продовольственной программы для обсуждения работы Одесского порта в условиях войны.
Ночью российские военные ударили по городам Днепр и Кривой Рог. В Кривом Роге погиб один человек и пострадали двое, в Днепре возникли пожары и повреждены около 10 частных домов.
Завершились переговоры Украины и США в Саудовской Аравии. Украина согласилась на 30-дневное прекращение огня, а США восстановили военную помощь и обмен разведданными. Дональд Трамп заявил, что после этого планирует переговоры с Россией.

## 12 марта
Пророссийские телеграм-каналы опубликовали видео с водружением российского триколора в центре Суджи. «Агентство» определило, что плитка на одном из видео совпадает с плиткой, которой вымощена Советская площадь рядом с городской администрацией Суджи.

## 14 марта
Владимир Зеленский заявил о завершении операции ВСУ в Курской области России, сказав, что она выполнила свои задачи по уменьшению давления российских войск на харьковском и восточном направлениях.
Российская армия ударила по нескольким городам Украины. В Кривом Роге, по данным местных властей, под ракетный удар попал жилой квартал, пострадали 12 человек. На Херсонскую область, по данным областной прокуратуры, было сброшено 8 авиабомб. Есть разрушения в центре Херсона; местные власти сообщили об одном погибшем и троих раненых. В посёлке Золочев Харьковской области от атаки беспилотников загорелась больница, пострадал один человек.
Украинская армия ударила по нефтяному комплексу в Туапсе. Загорелся резервуар с бензином. Кроме того, были атакованы Москва и Московская область, где беспилотниками и их обломками повреждены несколько жилых домов (местные власти заявили об отражении атаки четырёх беспилотников и об отсутствии пострадавших), и военный полигон в Мулино Нижегородской области.
Суд в Хельсинки признал российского неонациста Яна Петровского виновным в четырёх военных преступлениях на востоке Украины и приговорил его к пожизненному лишению свободы.

## 19 марта
Рано утром на Кубани рядом со станицей Кавказской Кавказского района Краснодарского края России в результате атаки дронов Украины был повреждён трубопровод между резервуарами и возник крупный пожар на нефтебазе.

## 20 марта
По данным ВСУ, ночью российская армия запустила по Украине 171 беспилотник. Пострадали Донецкая, Кировоградская и Сумская области.
Атака на Кропивницкий стала самой масштабной с начала войны. По словам местных властей, около 21 беспилотника и их обломки повредили многоэтажные и частные дома; пострадали 10 человек, в том числе четверо детей.

## 23 марта
В ночь на 23 марта российская армия нанесла по Украине массированный удар беспилотниками. По данным ВВС Украины, было запущено 147 беспилотников, из которых 97 были сбиты, а 25 — локационно потеряны без негативных последствий. Десятки беспилотников летели на Киев. В нескольких домах города возникли пожары, погибли три человека, среди которых пятилетний ребёнок и его отец. Ещё 10 человек пострадали.

## 24 марта
Российский ракетный удар по центру Сум. По данным местных властей, под ударом были жилые дома, объекты инфраструктуры и школа; ранен 101 человек, в том числе 23 ребёнка.

## 28 марта
Количество погибших российских солдат, имена которых удалось установить по открытым источникам  «Медиазоне» и «Русской службе Би-би-си», достигло 100 тысяч (составители этого списка отмечают, что он далеко не полон).
Обмен телами погибших между Россией и Украиной. Украинская сторона сообщила о получении 909 тел, российская — 43.
Российская атака беспилотниками города Днепр. Загорелись ресторанно-гостиничный комплекс, многоквартирный дом и частные дома. Погибли 4 человека, ранены 24.
Всего в ночь с 28 на 29 марта, по данным ВСУ, российская армия запустила по Украине 172 беспилотника, из которых 94 удалось сбить и 69 были локационно потеряны. Разрушения были в Днепропетровской, Харьковской и Сумской областях.
ВС РФ заняли Веселовку (Сумская область).

## 30 марта
Российский удар беспилотниками по военному госпиталю в Харькове. Повреждены также жилые дома. По данным местных властей, два человека погибли и 30 пострадали.
Всего, по данным ВВС Украины, в ночь на 30 марта российские войска запустили по Украине баллистическую ракету и 111 ударных беспилотников, 65 из которых были сбиты.